# عالیه مطلب‌زاده
عالیه مطلب‌زاده عکاس، فعال سیاسی، فعال حقوق بشر، فعال حقوق زنان و زندانی سیاسی سابق اهل ایران است. وی همچنین نایب رئیس انجمن دفاع از آزادی مطبوعات است.

## محکومیت
عالیه مطلب‌زاده در سال ۱۳۹۶ توسط دادگاه انقلاب تهران محاکمه و به اتهام اجتماع و تبانی علیه امنیت کشور و تبلیغ علیه نظام به ۳ سال حبس تعزیری محکوم شد. در دادنامه صادره، مصداق اتهامات مطروحه علیه مطلب زاده، راه اندازی و شرکت در کارگاه‌های توانمندسازی زنان در خارج از کشور (گرجستان) عنوان شده بود.
کاربران ایرانی توئیتر با راه انداخت طوفان توئیتری و با هشتگ عالیه مطلب‌زاده، خواهان آزادی وی از زندان اوین شدند.

## دیدگاه

### اعلام همبستگی و درخواست‌ آزادی کسری نوری
اواخر سال ۱۴۰۱ عالیه مطلب‌زاده همراه با جمعی از فعالان سیاسی و مدنی با اشاره به بیش از یک دهه سرکوب مداوم کسری نوری در بیانیه‌ای خواستار آزادی او شدند.
برای آزادمردی که در تمام سال‌های سخت زندانی بودنش لحظه‌ای از تلاش برای رسیدن مردم ایران به دموکراسی دست برنداشته، همواره جنگیده و هزینه‌های بسیار متحمل شده‌ است، اگر امید به چشم‌اندازی روشن برای فردای ایران ماست از مقاومت امثال اوست که حتی در روزهای سرد و تاریک زندان همیشه پیام‌ آزادی سرداده و نویدبخش رهایی مردمی بوده‌اند که دهه‌هاست تحت سرکوب، ستم و شکنجه‌اند. برای سربلندی ایران، کسری نوری و دیگر زندانیان سیاسی باید آزاد شوند.
کیوان صمیمی، نرگس محمدی، عالیه مطلب‌زاده، لیلا حسین‌زاده، سعید شیرزاد، هستی امیری، آرش گنجی، محمد حبیبی، آتنا دائمی، باربد گلشیری، اسماعیل بخشی و پرستو فروهر

## آزادی از زندان
عالیه مطلب‌زاده ۲۰ بهمن ۱۴۰۱ از زندان اوین آزاد شد.

## یورش دوباره
در ۲۰ اردیبهشت ۱۴۰۲ غزل عبداللهی، دختر عالیه مطلب‌زاده، فعال زنان زندانی در ایران در توییتر از حمله ماموران به خانه آنها خبر داد و نوشت: «امروز ۱۰ صبح در خانه را شکستند. ۷ نفر مامور داخل خانه ریختند و چند نفر بیرون. مامان تنها بوده. ماموران با مامان فیزیکی درگیر شدند و گوشی و تمام وسایل الکترونیک برده شده. چهار ساعت خانه را ریختند و پاشیدند و نهایت پنج روز وقت داده‌اند که به دادسرای اوین برود».